# Armand Blanchard
Pour les articles homonymes, voir Blanchard.
 (mai 2025).

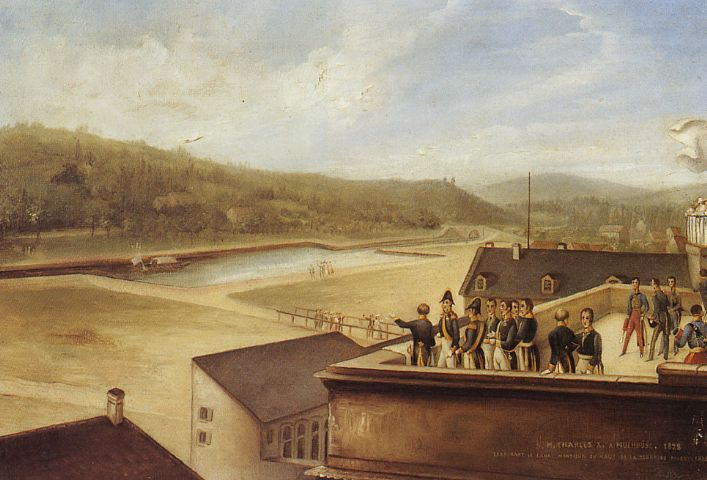
Visite de Charles X à Mulhouse le 11 septembre 1828.

Armand Blanchard (Huningue 1779 - 1862), était un fonctionnaire et administrateur civil français.
Armand Blanchard était le gendre de Pierre Bénézech, ministre de l'intérieur sous le Directoire.

Employé à l'ambassade de Bâle puis à la préfecture du Haut-Rhin (1800-1805) et à la sous-préfecture de Delémont, il fut nommé secrétaire général au ministère de l'Intérieur et de la Guerre à Düsseldorf, dans le grand duché de Berg (1806-1813).
En 1814, il devint capitaine de la garde et aide de camp dans l'armée de Napoléon Ier.
En 1815, il fut nommé sous-préfet à Remiremont puis à Épinal et à Wissembourg. Attaqué comme libéral et bonapartiste, il fut destitué de ce dernier poste en 1819.
Il fut cependant nommé maire de Mulhouse en 1825. Second maire catholique de la ville (après Alexandre Moll, qui avait comme lui servi l'Empire dans l'administration du grand duché de Berg), Blanchard s'attira la sympathie de la bourgeoisie protestante locale en raison de sa réputation de libéral. Il resta cependant fidèle aux Bourbons et reçut avec faste Charles X et Martignac lors de leur visite mulhousienne du 11 septembre 1828.
Si les prolégomènes des Trois Glorieuses et l'espoir d'être nommé préfet entraînèrent sa démission dès le 18 juillet 1830, il ne quitta la municipalité qu'après le 5 septembre, après avoir été nommé sous-préfet à Sélestat.